# Páni z Kunovic
Páni z Kunovic (německy von Kunowitz) byli moravský vladycký rod, který později povýšil do panského stavu. Pocházeli z Kunovic nedaleko Uherského Hradiště.

## Historie
V 15. století drželi jeden statek, časem však své jmění rozmnožili. Koncem 15. století žil Jan z Kunovic, syn sestry správce olomouckého biskupství a ten mu pomohl svým vlivem i finančně. Předal mu některé své statky, později už sám získal Uherský Brod, Ostrov, novojičínské panství. Vykonával post nejvyššího komorníka na Moravě. Roku 1490 jej císař povýšil na říšského pána. Měl čtyři syny, kteří si rozdělili Hluk, Uherský Brod, Uherský Ostroh a Kunovice. Později majetek různě měnili a prodávali. Dva z nich působili jako podkomoří, Dětřich se zasloužil přestavbu Uherského Ostrohu na renesanční zámek.
Arkleb z Kunovic vyženil díky sňatku s Alžbětou ze Šternberka roku 1587 Konopiště, o šestnáct let později jej však prodal.
Po Bílé hoře musel Jan Bernard († 1627) emigrovat, jeho syn Jan Dětřich (1624–1700) se však stal tajným radou a stál v čele vlády v Kasselu. Roku 1686 jej císař Leopold I. povýšil do stavu říšských hrabat. Jeho smrtí dne 16. listopadu 1700 rod po meči vymřel. Díky jeho dceři ale mezi jeho přímé potomky patří např. britský král Karel III.

## Erb
Na červeném podkladu byl modrý pruh a v něm dva zlatí jeleni. Při povýšení do stavu říšských hrabat (1686) byl rodový erb polepšen přidáním dvou zlatých korunek do červeného pole.

## Příbuzenstvo
Spojili se s Bruntálskými z Vrbna, Šliky, Šternberky, Žerotíny, z Korotína či Žampachy z Potštejna.